# The Red Bulletin
The Red Bulletin è un mensile pubblicato dalla Red Bull Media House, divisione della azienda austriaca Red Bull, nato nel 2005. The Red Bulletin presenta storie di sport, cultura, musica, vita notturna, imprenditorialità e stili di vita.
I contenuti editoriali sono controllati e progettati dalla redazione di Vienna in stretta collaborazione con giornalisti delle varie edizioni locali, anzi il giornale esce in vari paesi del mondo. The Red Bulletin offre un'ampia gamma di contenuti sia di ambito nazionale che internazionale.

## Storia
The Red Bulletin nasce nel 2005, pubblicato per la prima volta al Gran Premio di Monaco e stampato in loco. Da questo momento in poi, la rivista è diventata parte integrante della stagione di Formula Uno. Dal novembre 2007 The Red Bulletin diventa una rivista mensile, che esce per la prima volta regolarmente in Austria; nel 2009 il periodico è lanciato nel Regno Unito, in Germania e in Irlanda e dal 2010 in Nuova Zelanda, Sud Africa e Kuwait.
Nel 2011 inizia la pubblicazione negli USA, in Svizzera, Francia e Messico. Nello stesso anno è stata lanciata l'app The Red Bulletin.
Da maggio 2013 è disponibile una versione e-paper per il Brasile. Inoltre, la versione del Kuwait diventa una "Gulf Edition", rivolgendosi così ad altri paesi del Medio Oriente. Per la prima volta tutte le edizioni nazionali sono diventate disponibili anche come e-paper digitale.
Nel 2014, a giugno, in concomitanza con il ritorno della Formula 1 in Austria, The Red Bulletin torna alle sue radici: un'edizione speciale giornaliera è creata per il weekend del Gran Premio di Spielberg. Nello stesso anno The Red Bulletin ha un'edizione speciale sudcoreana e una cinese.
Nel 2015, da novembre, The Red Bulletin diventa permanentemente disponibile in un mercato più ampio con un'edizione sudcoreana mensile. Contemporaneamente l'uscita di The Red Bulletin New Zealand viene interrotta.
Verso la fine del 2016 The Red Bulletin Ireland e The Red Bulletin South Korea sono stati ritirati dal mercato.